# Jeux panarabes de 1957
Les 2e jeux panarabes ont eu lieu à Beyrouth au Liban du 12 octobre au 27 octobre 1957. 914 athlètes venus de dix pays ont participé aux jeux dans douze sports différents.

## Médailles par pays
| Rang | Nation          | Or | Argent | Bronze | Total |
| ---- | --------------- | -- | ------ | ------ | ----- |
| 1    | Liban           | 33 | 37     | 20     | 90    |
| 2    | Tunisie         | 25 | 10     | 21     | 56    |
| 3    | Royaume d'Irak  | 15 | 13     | 17     | 45    |
| 4    | Maroc           | 10 | 10     | 7      | 27    |
| 5    | Syrie           | 8  | 13     | 11     | 32    |
| 6    | Jordanie        | 3  | 4      | 3      | 10    |
| 7    | Libye           | 0  | 0      | 0      | 0     |
| 8    | Arabie saoudite | 0  | 0      | 0      | 0     |
| 9    | Algérie         | 0  | 0      | 0      | 0     |
| 10   | Koweït          | 0  | 0      | 0      | 0     |